# Кислая губа

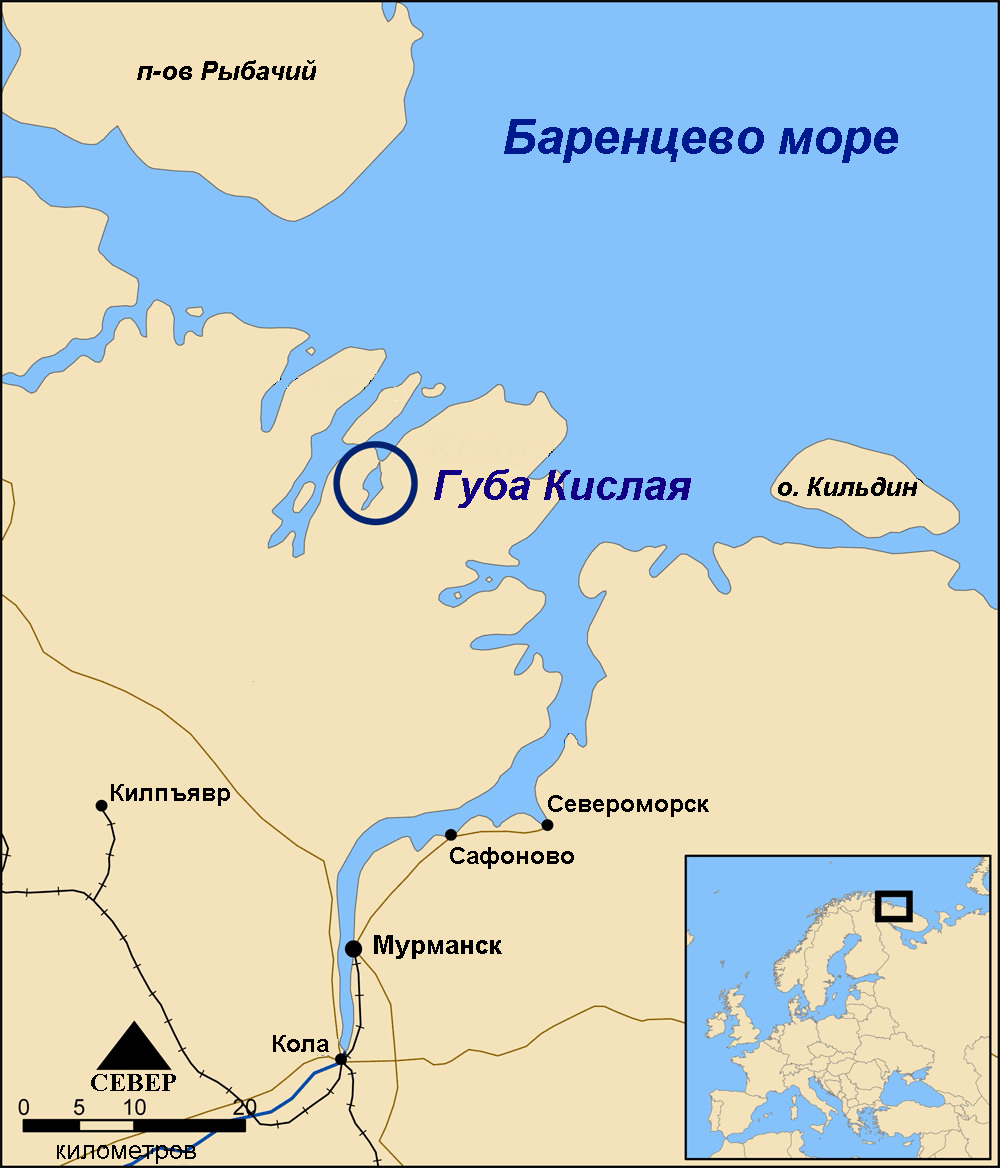

Ки́слая губа́ — залив в Баренцевом море. Находится в северной части Кольского полуострова. Вдается в восточный берег восточного рукава губы Ура. Длина 3,5 км. Ширина до 1 км. Высота приливов колеблется от 1,1 до 3,9 м. Берега преимущественно скалистые и крутые. В акватории губы Кислая, на отмели с глубинами менее 2 м, делящей губу на две части — южную и северную, располагаются три острова, два из которых не имеют названия. На выходе в море расположена единственная в России приливная электростанция (Кислогубская ПЭС), мощностью 1,7 МВт. Это место было изначально выбрано комиссией потому, что длинный и глубокий фьорд имеет довольно узкий, шириной менее 30 м, выход к морю, который легко можно было перегородить.
Площадь водного зеркала основной части залива, отделённой от моря плотиной Кислогубской ПЭС, в зависимости от уровня воды изменяется от 0,97 до 1,5 км2, средняя глубина 12,5 м, имеются котловины глубиной до 36 м. 
Естественный гидрологический режим губы Кислая значительно изменён. Причина изменений — регулирование водообмена с губой Ура плотиной ПЭС. Воды южной части губы Кислая опреснены. В отличие от близлежащих губ, губа Кислая (кроме небольшого участка непосредственно у плотины) в зимнее время покрывается льдом.

## Влияние ПЭС на экологическую обстановку Кислой губы
Натурные испытания показали, что рыба и зоопланктон практически без повреждений проходят как через рабочее колесо капсульного гидроагрегата, так и через ортогональные турбины Кислогубской ПЭС. Наплавной способ сооружения ПЭС позволил снизить до минимума экологическую нагрузку на окружающую территорию в процессе строительства.
Тем не менее длительное перекрытие створа в ходе строительства плотины в 1964—1968 годах привело к снижению водообмена залива с морем до менее 6% от естественного и в результате к опреснению отсечённой части залива и массовой гибели морской биоты в нём. Поверхностные воды из-за опреснения начали замерзать зимой, в котловинах появился сероводород. Экосистема Кислой губы начала восстанавливаться после запуска ПЭС в 1968 году и возобновления относительно нормального водообмена (20% от естественного) с Ура-губой, однако в 1974 году станция перешла на 2- и 1-сменный режимы работы вместо проектного 3-сменного и иногда останавливалась на несколько месяцев с перекрытыми водоводами, что вновь привело к снижению водообмена (2—3% от естественного) и замору биоты в бассейне ПЭС. В 1983 году станция вошла в режим работы, близкий к проектному, что благотворно сказалось на водообмене (25—30%) и состоянии биоты. Во время консервации станции в 1990-х годах водоводы были открыты на холостой пропуск воды, водообмен увеличен до 30—50% от естественного, миграция морской фауны через водоводы была практически беспрепятственной, в заливе восстановились нормальные морские экосообщества. С 1983 года проводятся регулярные наблюдения за состоянием биоты в Кислой губе, с 1992 года — геоэкологический мониторинг.